# Ратулутра, Оскар Жанович-Беркманс
Оскар Жанович-Беркманс Ратулутра (укр. Оскар Жанович-Беркманс Ратулутра; род. 14 апреля 1985, Донецк) — футболист, воспитанник академии «Шахтёр» (Донецк), украинский тренер. Заслуженный тренер Украины (2019).

## Биография
Проходил обучение в Училище Олимпийского Резерва им. С.Бубки в городе Донецк специализация футбол, затем в сентябре 1999 года был переведен в академию клуба «Шахтёр» (Донецк), где преимущественно выступал в детско-юношеской футбольной лиге Украины.
В 2006 году начал свою тренерскую деятельность в академии «Шахтёра», отвечал за техническую подготовку воспитанников и был тренером младших возрастов детской академии. В 2011 году успешно продлил диплом УЕФА категории «B», имеет лицензию УЕФА категории «А». Одними из его воспитанников с которыми Оскар работал в академии были Ефим Конопля, Валерий Бондарь, Максим Чех.
В сезоне 2012/13 был переведен в профессиональную академию ассистентом тренера команды U-16, а также работает индивидуальным тренером со старшими возрастами. В мае 2013 года приезжал в Казахстан с мастер классом по обмену опытом в академию клуба «Кайрат». Будучи тренером команды четырнадцатилетних футболистов не однократно становился победителем детско-юношеской футбольной лиги Украины, в сезоне 2018/19 привел «Шахтер» U-14 к золоту чемпионата уже в качестве главного тренера.
В июне 2019 года стал ассистентом главного тренера молодёжного состава.

## Достижения
- Заслуженный тренер Украины (2019)[15].